# Lagenocarpus alboniger
Lagenocarpus alboniger är en halvgräsart som först beskrevs av A.St.-hil., och fick sitt nu gällande namn av Charles Baron Clarke. Lagenocarpus alboniger ingår i släktet Lagenocarpus och familjen halvgräs. Inga underarter finns listade i Catalogue of Life.